# Theo Müller (Kameramann)
Theo Müller (* 4. März 1955; † 17. Januar 2020) war ein deutscher Kameramann.
Müller war Kameramann bei zahlreichen Fernsehproduktionen, darunter München 7, Moni’s Grill, Forsthaus Falkenau, Ein Fall für zwei und Alarm für Cobra 11.
Müller starb im Alter von 64 Jahren und wurde in Niklasreuth beigesetzt. Er hinterlässt eine Ehefrau eine Tochter und einen Sohn.

## Filmografie
- 2000–2001: Die Motorrad-Cops: Hart am Limit (3 Episoden)
- 2001–2011: Ein Fall für zwei (3 Episoden)
- 2002: Schulmädchen (1 Episode)
- 2003: Wilde Engel (2 Episoden)
- 2003: Nur Anfänger heiraten
- 2003–2004: Berlin, Berlin (7 Episoden)
- 2004–2008: Alarm für Cobra 11 – Die Autobahnpolizei (4 Episoden)
- 2005: Mein Mann und seine Mütter
- 2005: Eine Prinzessin zum Verlieben
- 2005: Der Dicke (3 Episoden)
- 2005: Ich bin ein Berliner
- 2006: Die Pirateninsel – Familie über Bord
- 2006: Ein Fall für den Fuchs (1 Episode)
- 2007: Küss mich, Genosse!
- 2007: Stadt Land Mord! (2 Episoden)
- 2007: Vater auf der Flucht
- 2007: Die Masche mit der Liebe
- 2008: Die Zigarrenkiste
- 2008: Liebesticket nach Hause
- 2008: Dr. Molly & Karl (2 Episoden)
- 2009: Die Alpenklinik – Riskante Entscheidung
- 2009: Mordkommission Istanbul (Episode: Mord am Bosporus)
- 2009: Baby frei Haus
- 2011: Toni Costa – Kommissar auf Ibiza: Der rote Regen
- 2011: Lindburgs Fall
- 2012: Forsthaus Falkenau (8 Episoden)
- 2012: Pfarrer Braun (Episode Ausgegeigt)
- 2014–2016: München 7 (17 Episoden)
- 2014: Der Alte (Episode Der Tod in dir)
- 2014: Der letzte Bulle (2 Episoden)
- 2015: Die Insassen
- 2015: Weihnachts-Männer
- 2016: Moni’s Grill (7 Episoden)
- 2016: Wenn es Liebe ist
- 2016: Herzensbrecher (3 Episoden)
- 2017–2018: Bettys Diagnose (12 Episoden)
- 2018: München Grill (4 Episoden)